# 宋性徹
宋 性徹（ソン・ソンチョル、송성철、1913年 - 没年不明）は、北朝鮮の労働運動家、革命家。

## 人物
済州島出身。故郷で普通学校を卒業後、1930年代に日本に渡り、大阪の朝鮮人労働者が組織する日本化学労働組合大阪支部に加わり、同郷の金文準の影響を受ける。その後は済州島に戻り、共産主義グループ済州革友同盟（朝鮮共産党済州島ヤチェーカ）に加入した。1931年に検挙、起訴され、懲役1年6か月、執行猶予4年の判決を受けた、1933年6月に釈放された。その後は東京に渡り、1935年には　金斗鎔らとともに『朝鮮新聞』の編集局員となり、大阪の『民衆時報』と同じく在日朝鮮人の生活をめぐる諸問題（朝鮮語の使用禁止、賃金格差、失業・住宅問題等）を取り上げた。金天海の支援を受けながら、朝鮮人労働者の多い土木作業員の飯場などを回って購読者の募集や支援金の獲得に力を注いだが、1936年に東京の関係者が治安維持法違反で一斉検挙され、宋性徹も懲役2年6か月の判決を受けた。1939年に出獄したが、朝鮮問題時局研究会を組織したとして、再び検挙された。
1945年日本の敗戦後は、金斗鎔らとともに朝鮮人政治犯釈放連盟を組織し、1945年10月に府中刑務所内の予防拘禁所から出所した金天海を出迎え、在日本朝鮮人連盟（朝連）結成に関与した。日本共産党が再建されると、朝鮮人部の関東地方担当となり、翌年2月の日共第5回大会では中央委員候補に選出され、アメリカ軍政下の南朝鮮に派遣され、ソウルや光州で在日朝鮮人の状況について演説した。また民主主義民族戦線（民戦）の中央委員候補に選ばれたが、再び日本に戻って活動した。朝連の組織した生活擁護委員会は、1946年12月20日に皇居前広場で生活擁護大会を開いたが、要請のために首相官邸に赴いたところを逮捕され、レッド・パージによる連合軍の軍事裁判で懲役判決を受けて、1947年3月に南朝鮮に強制送還された。
その後は、民戦の幹部として活発な活動を展開した。また呂運亨の娘と結婚したが、同年7月に呂運亨が暗殺されると、翌月の人民葬で追悼辞を朗読した。1948年4月、北朝鮮の平壌で開かれた全朝鮮諸政党・社会団体代表者連席会議に参加し、朝鮮民主主義人民共和国が樹立されると、外務部の日本課長となり、朝鮮労働党の機関紙「勤労者」に、日本に関する論説を執筆した、朝鮮戦争が勃発すると、駐北京朝鮮大使館の参事を務めた。